# رول میگو
رول میگو یک نوع ساندویچ است که در مناطقی از استرالیا موجود است، جایی که صید میگو یک صنعت عمده است. آنها معمولاً با استفاده از یک رول سفید نرم تقریباً شش اینچ (۱۵ سانتیمتر) ساخته می‌شوند بلند، پر شده با یک دوجین یا بیشتر میگوی پوست کنده، کاهو و رمولاد، هزار جزیره یا سس کوکتل.